# Un jardin sur la terre
"Un jardin sur la terre" ("Um jardim na Terra") foi o título da canção que representou a França no Festival Eurovisão da Canção 1971, interpretada em francês por Serge Lama. Foi a sétima canção ser interpretada na noite do evento, a seguir à canção espanhola"En un mundo nuevo", interpretada por Karina e antes da canção luxemburguesa "Pomme, pomme, pomme", interpretada por Monique Melsen. No final, a canção francesa terminou em décimo lugar, tendo obtido um total de 82 pontos.

## Autores
- Letra: Henri Djian, Jacques Demarny
- Música: Alice Dona
- Orquestração: Franck Pourcel

## Letra
A canção fala sobre o caos da vida diária, com Lama expressando o seu desejo de encontrar um lugar onde ele possa encontrar a solidão, antes de qualquer coisa.